# نقش زنان در توسعه آموزش در ایران
نقش زنان در توسعه آموزش در ایران، از دوران مشروطه تاکنون برجسته و تعیین‌کننده بوده است. زنان در ایران نقش مهمی در توسعه آموزش داشته‌اند. آن‌ها با حضور فعال خود در عرصه‌های مختلف آموزشی، از جمله تحصیل و تدریس، به ارتقای سطح سواد و دانش در جامعه کمک کرده‌اند. به علاوه، زنان به عنوان مادران و مربیان در خانواده، نقش کلیدی در تربیت نسل‌های آینده و انتقال دانش و فرهنگ به آنها دارند.

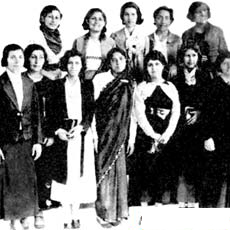
زنان ایرانی در نخستین دانشگاه زن از جمله مهرانگیز منوچهریان (سناتور)، شمس‌الملوک مصاحب (سناتور) و بدرالملوک بامداد.

حضور زنان در سه عرصه مهم باعث شکوفایی این حوزه شده است: تأسیس و مدیریت مدارس دخترانه، تأثیر در تأسیس نهادهای آموزشی و ادبی و سیاست‌گذاری، توانمندسازی و مدیریت زنان در آموزش‌وپرورش. آموزش رسمی زنان در ایران از سال ۱۹۰۷، با تأسیس نخستین دبستان دخترانه آغاز شد.

## پیشینه تاریخی

### دوره قاجار
اولین تلاش‌ها برای تأسیس مدارس دخترانه در ایران به اواخر عهد قاجار بازمی‌گردد. یکی از مهم‌ترین آنان بی‌بی‌خانم استرآبادی بود که در حدود سال ۱۲۸۵ ه‍.ش (۱۳۲۴ ه‍.ق) مدرسه «دوشیزگان» را در تهران تأسیس کرد. این اقدام با مخالفت‌های شدیدی از سوی برخی روحانیون همراه شد، اما او با پایداری توانست مدرسه را حفظ کند که مدرسه‌ای پیشرو با آموزش فارسی، حساب، تاریخ، هنرهای دستی و تربیت دختران بود.

دانش آموزان مدرسه ناموس

در ادامه این حرکت، طوبی آزموده نیز در ۱۲۸۷ ه‍.ق (۱۳۰۶ ه‍.ش) مدرسه «ناموس» را راه‌اندازی کرد. این مدرسه پس از چهار روز بسته شد اما بعدها با پذیرش شیوه‌های دینی و عرفی دوباره گشایش یافت. تا سال ۱۳۳۱ ه‍.ق بیش از ۶۳ مدرسه دخترانه در تهران موجود بود و حدود ۲٬۵۰۰ دانش‌آموز دختر داشتند که نشان از رشد قابل توجه گسترش آموزش دختران داشت.

### دوره پهلوی اول و دوم
پس از مشروطه، تأسیس مدارس دخترانه همچنان ادامه یافت و دولت پهلوی اول نقش حمایتی بیشتری ایفا کرد. منابع پژوهشی نشان می‌دهند که تا پیش از صدور فرمان مشروطه، مدارس دخترانه بسیار محدود بودند و پس از آن از مدارس خصوصی زنان به کمک وزارت معارف تبدیل به مدارس رسمی شد. شمار مدارس دولتی دخترانه تا پایان دوره قاجار رشد چشمگیری داشت و در شهرهایی مانند شیراز نیز مدارس دخترانه جدیدی افتتاح می‌شد.
در پهلوی اول، چهارچوب آموزش دختران تکامل یافت و مواردی همچون آموزش ورزش، ژیمناستیک و موسیقی به برنامه درسی مدارس دخترانه اضافه شد. تهرانی‌ها و مدیران فرهنگی همچون سردار بصیرالدوله بدر نقش کلیدی در حمایت و اعطای مجوز فعالیت رسمی به مدارس دخترانه داشتند. در دوره پهلوی دوم، شخصیت‌هایی مانند توران میرهادی با تأسیس مدرسه فرهاد (۱۳۳۴ ش) و بنیانگذاری شورای کتاب کودک و کانون پرورش فکری کودکان و نوجوانان حضور مؤثری در نهادسازی آموزشی داشتند. ایشان فعالیت‌هایی از قبیل تربیت مربی در «سپاه دانش»، اصلاح روش‌های آموزشی و تقویت ادبیات کودک را انجام دادند.

## مشارکت زنان در آموزش رسمی
زنان ایرانی طی دهه‌های اخیر نقش چشم‌گیری در نظام آموزش رسمی کشور ایفا کرده‌اند. این مشارکت نه‌تنها در قالب تدریس در مدارس و دانشگاه‌ها، بلکه در سیاست‌گذاری و مدیریت آموزشی نیز قابل توجه بوده است.

### آموزش ابتدایی و متوسطه
بیش از ۶۰ درصد از معلمان شاغل در مدارس ایران را زنان تشکیل می‌دهند. این نسبت در آموزش ابتدایی حتی بیشتر بوده و نشان‌دهنده جایگاه پررنگ زنان در پایه‌ریزی آموزش رسمی کشور است. در آخرین آزمون استخدامی آموزش‌وپرورش نیز ۶۸ درصد از پذیرفته‌شدگان، زنان بوده‌اند، که این امر نشان از تمایل بالای زنان برای ورود به حرفهٔ آموزش دارد.

### آموزش عالی
میزان حضور زنان در آموزش عالی ایران پس از انقلاب اسلامی رشد بی‌سابقه‌ای داشته است. به گزارش ایرنا، جمعیت دانشجویان زن از حدود ۱۹ هزار نفر در سال ۱۳۵۷ به بیش از یک و نیم میلیون نفر در سال‌های اخیر رسیده و اکنون بیش از ۶۰ درصد از دانشجویان کشور را زنان تشکیل می‌دهند. همچنین، سهم زنان در اعضای هیئت علمی دانشگاه‌ها نیز روند افزایشی داشته و از کمتر از ۱ درصد در دهه ۶۰، به حدود ۲۷ درصد در دهه ۱۴۰۰ رسیده است.

### نقش ساختاری و مدیریتی
زنان در ساختارهای سیاست‌گذاری آموزش رسمی نیز حضور دارند. «دفتر امور زنان» در وزارت آموزش و پرورش و وزارت علوم، در راستای ارتقای جایگاه زنان فرهنگی و دانشگاهی فعالیت می‌کند. به‌علاوه، دولت سیزدهم با تدوین آیین‌نامه‌هایی، تلاش‌هایی برای افزایش مشارکت زنان در مدیریت نهادهای آموزشی انجام داده است.

## زنان در سیاست‌گذاری آموزشی
نقش زنان در سیاست‌گذاری آموزشی در ایران، پدیده‌ای نوظهور اما روبه‌گسترش است که در دهه‌های اخیر اهمیت فزاینده‌ای یافته است. در حالی‌که تا پیش از قرن بیستم، مشارکت زنان در ساختارهای حکومتی و نهادهای تصمیم‌ساز تقریباً نادیده گرفته می‌شد، تحولات اجتماعی پس از مشروطه، شکل‌گیری دولت مدرن، انقلاب اسلامی، و گسترش آموزش عمومی، بستر را برای ورود زنان به عرصه‌های مختلف سیاست‌گذاری از جمله آموزش فراهم ساخت.
افزایش سطح سواد زنان، رشد چشمگیر حضور آنها در دانشگاه‌ها، و شکل‌گیری نهادهای مدنی و دولتی مرتبط با امور زنان، سبب شده است که زنان ایرانی نه‌تنها در مقام معلم و استاد، بلکه به عنوان سیاست‌گذار، برنامه‌ریز و ناظر آموزشی نیز نقش‌آفرینی کنند. این تحول را می‌توان از طریق جایگاه‌های رسمی آنان در وزارتخانه‌ها، نهادهای قانون‌گذاری، شوراهای علمی و همچنین کمیسیون‌های مجلس شورای اسلامی مشاهده کرد.

## نقش زنان در ترویج سوادآموزی پس از انقلاب
پس از پیروزی انقلاب ۱۳۵۷، یکی از مهم‌ترین اولویت‌های نظام جدید، ارتقای سطح سواد و آموزش همگانی در سراسر کشور بود. در این مسیر، زنان به عنوان یکی از نیروهای اصلی اجتماعی و فرهنگی نقش کلیدی ایفا کردند و به‌طور گسترده در برنامه‌های سوادآموزی و توسعه آموزش فعال شدند. زنان به ویژه در مناطق روستایی و محروم، هم به عنوان آموزگار و مربی و هم به عنوان تسهیل‌گر و مروج سواد، حضوری گسترده داشتند. حضور زنان در طرح‌های سوادآموزی نه تنها باعث افزایش نرخ سواد در میان زنان و دختران شد، بلکه نقش مؤثری در ارتقای فرهنگ عمومی و مشارکت اجتماعی آنان ایفا کرد.
بر اساس گزارش‌های رسمی وزارت آموزش و پرورش و سازمان نهضت سوادآموزی، درصد بالایی از مربیان و عوامل اجرای طرح‌های سوادآموزی در دهه‌های پس از انقلاب را زنان تشکیل داده‌اند. این حضور فعال زنان موجب شد که در سال‌های دهه ۶۰ و ۷۰ نرخ باسوادی زنان به‌طور چشمگیری افزایش یابد، به گونه‌ای که شکاف جنسیتی در سوادآموزی به میزان قابل توجهی کاهش پیدا کرد.

## نمونه‌های معاصر از زنان تأثیرگذار در آموزش
در سال‌های اخیر، زنان متعددی در حوزه آموزش و پرورش ایران توانسته‌اند نقش‌های برجسته و مؤثری ایفا کنند و به عنوان الگوهای الهام‌بخش برای نسل‌های جدید شناخته شوند. این زنان در سطوح مختلفی از آموزش، از معلمی و مربی‌گری گرفته تا مدیریت، پژوهش و سیاست‌گذاری فعال بوده‌اند.

### توران میرهادی

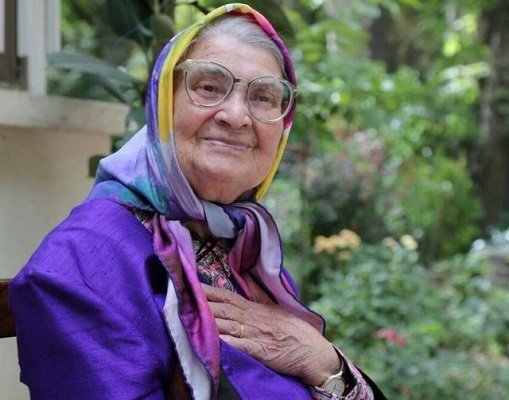
توران میرهادی

توران میرهادی، بنیان‌گذار مدرسه فرهاد و شورای کتاب کودک، از پیشگامان آموزش و پرورش مدرن در ایران بود. او با تأسیس مدرسه فرهاد در دهه ۱۳۴۰، الگویی نوین از آموزش را معرفی کرد که بر خلاقیت، تفکر انتقادی و احترام به شخصیت کودک تأکید داشت. همچنین، وی با سرپرستی تدوین و تألیف فرهنگ‌نامه کودکان و نوجوانان، گامی بزرگ در جهت تولید محتوای علمی و فرهنگی برای کودکان برداشت.

### فاطمه دانشور
فاطمه دانشور، عضو سابق شورای شهر تهران و فعال سیاسی، با تمرکز بر مسائل آموزشی و اجتماعی، به ویژه در حوزه زنان، تلاش‌های زیادی در جهت ارتقای سطح آموزش و سوادآموزی در مناطق کمتر توسعه‌یافته انجام داده است.

### ناهید خداکرمی

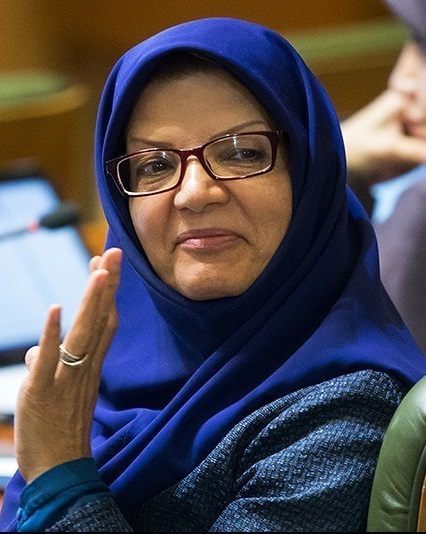
ناهید خداکرمی

ناهید خداکرمی عضو شورایعالی نظام پزشکی، رئیس انجمن علمی مامایی ایران و عضو پیشین شورای شهر تهران است. او با تأسیس و مدیریت مراکز بهداشتی و آموزشی، به ویژه در مناطق محروم، نقش مؤثری در ارتقای سطح سواد بهداشتی و آموزشی زنان ایفا کرده است. او با همکاری با نهادهای دولتی و غیردولتی، برنامه‌های آموزشی متعددی را برای زنان و دختران در زمینه بهداشت و آموزش اجرا کرده است.

### زهرا ساعی

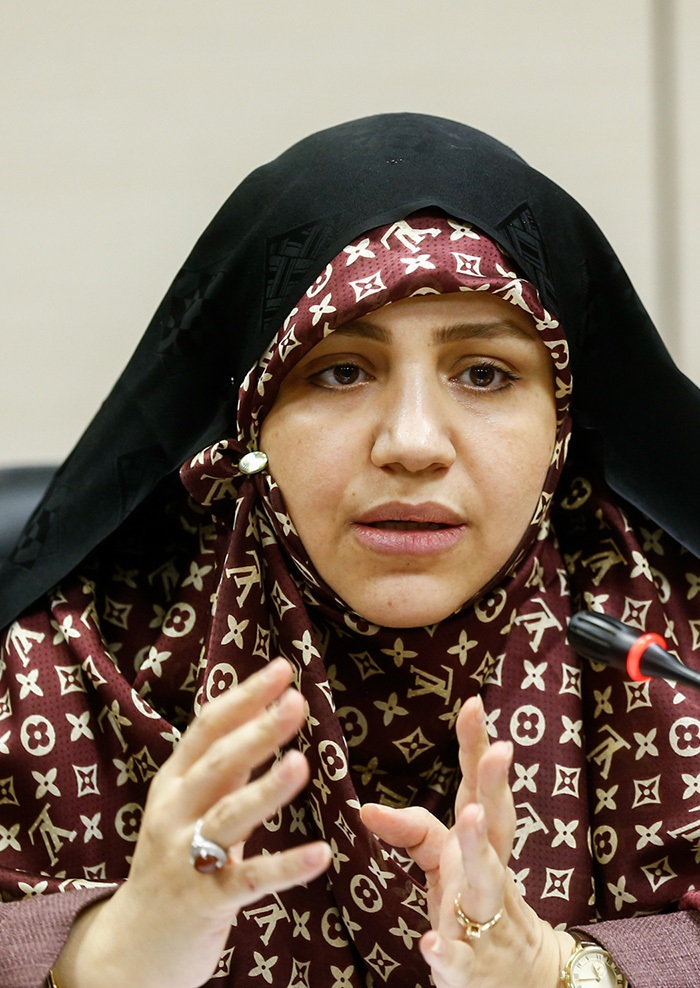
زهرا ساعی

زهرا ساعی سیاستمدار اعتدالگرای ایرانی و از بهمن ۱۴۰۳ مشاور وزیر امور خارجه در امور بانوان است. او به عنوان پژوهشگر مرکز مطالعات زنان دانشگاه تهران با پیگیری طرح‌ها و برنامه‌های آموزشی، به ویژه در حوزه زنان و دختران، نقش مؤثری در بهبود شرایط تحصیلی و سوادآموزی در کشور ایفا کرده است.
زنان به عنوان یکی از مهم‌ترین عوامل مؤثر در پیشرفت نظام آموزشی کشور شناخته شده‌اند و آینده آموزش در ایران به میزان زیادی وابسته به مشارکت فعال و خلاقانه آنان خواهد بود.
افزایش نرخ سواد در میان زنان، ارتقای تحصیلات عالی، و مشارکت فعال در برنامه‌های ملی مانند نهضت سوادآموزی و عدالت آموزشی، همه از مصادیق تلاش‌های مستمر آنان است. همچنین، در سطوح تصمیم‌سازی، به‌ویژه در وزارت آموزش‌وپرورش، وزارت علوم، شورای عالی انقلاب فرهنگی و مجلس شورای اسلامی، توانسته‌اند در تدوین و نظارت بر سیاست‌های آموزشی نقش‌آفرینی کنند.
نقش زنان در آموزش، فراتر از بعد کمی حضور آنان است؛ این نقش ابعاد کیفی مهمی همچون تحول در شیوه‌های آموزشی، تربیت نسل آینده، گسترش آموزش در مناطق محروم و ارتقای فرهنگ عمومی را نیز در بر می‌گیرد.
با تداوم روند توانمندسازی زنان، حمایت نهادی و کاهش موانع ساختاری، می‌توان انتظار داشت که نقش زنان در آینده آموزش کشور، نه‌تنها حفظ، بلکه تقویت و تعمیق شود. تحقق اهداف توسعه پایدار، ارتقای کیفیت آموزش، و تحقق عدالت آموزشی در گرو مشارکت برابر و فعال زنان در تمام سطوح نظام آموزشی ایران خواهد بود.